# Encyklopedia muzyczna PWM
Encyklopedia muzyczna PWM (Encyklopedia muzyczna Polskiego Wydawnictwa Muzycznego) – polska encyklopedia muzyczna wydawana przez Polskie Wydawnictwo Muzyczne od 1979 roku, składająca się z części biograficznej i rzeczowej. Do 2012 roku ukazały się wszystkie 12 tomów części biograficznej. Wydane zostały również suplementy do dwóch pierwszych tomów oraz tomy specjalne poświęcone Fryderykowi Chopinowi, Henrykowi Wieniawskiemu, Henrykowi Mikołajowi Góreckiemu, Karolowi Szymanowskiemu i Witoldowi Lutosławskiemu zawierające wybrane hasła z wcześniej wydanych tomów, ale poszerzone i uzupełnione. Encyklopedia muzyczna PWM łącznie obejmuje ponad 9700 haseł na 6000 stronach.

## Historia
Prace nad encyklopedią rozpoczęto w 1970 roku z inicjatywy muzykologów skupionych wokół Rady Programowej Polskiego Wydawnictwa Muzycznego. Początkowo część biograficzną planowano wydać w formie sześciu tomów. Publikacji części rzeczowej nie rozpoczęto z uwagi na brak środków. W pracach nad przygotowaniem publikacji brało udział ponad 400 polskich autorów trzech generacji. Hasła obejmują kompozytorów, wykonawców, teoretyków, historyków, literatów, autorów librett, budowniczych instrumentów, akustyków, pedagogów.

## Założenia części biograficznej
U podstaw koncepcji części biograficznej Encyklopedii Muzycznej PWM leżą następujące założenia:
1. globalne widzenie kultury muzycznej, z czego wynika postulat szerszego niż zazwyczaj potraktowania krajów spoza kręgu włosko-francusko-niemieckiego;
2. ujęcie proporcjonalne w odniesieniu do całego obszaru historii muzyki, więc pełniejsze niż zazwyczaj wydobycie muzyki dawnej, a przede wszystkim tworzonej dzisiaj;
3. ukazanie muzyki bez profesjonalnej izolacji, w organicznym dla niej kontekście kultury, stąd obok kompozytorów i wykonawców, teoretyków i historyków muzyki uwzględniono budowniczych instrumentów i edytorów, librecistów i pisarzy inspirujących twórczość muzyczną, etnomuzykologów, psychologów i akustyków, pedagogów i organizatorów życia muzycznego, tancerzy, baletmistrzów i reżyserów operowych, twórców i wykonawców muzyki popularnej oraz jazzmenów;
4. potraktowanie informacji wizualnej, dokumentalnej i ikonicznej, jako ważnego – nie tylko ekspresywnie i dekoracyjnie – dopełnienia tekstu słownego.

Uwzględniono filozofię, literaturę, teatr, w pewnym stopniu historię powszechną (mecenat).

W Encyklopedii Muzycznej PWM zauważamy więc podejście interdyscyplinarne.

## Budowa haseł
Hasła rozpoczyna biografia, czasem w przypadku obszernych biogramów uzupełniona o tabelę z chronologicznym spisem ważniejszych wydarzeń z życia opisywanej osoby. W dalszej części znajduje się wykaz kompozycji, który jednak nie jest pełnym katalogiem twórczości. Uwzględniono również wydane utwory piśmiennicze oraz dyskografię, edycje i wybraną literaturę przedmiotu. W hasłach zamieszczono również charakterystykę twórczości względnie działalności danej osoby.
W suplementach zamieszczono nowe biogramy oraz dokonano aktualizacji wcześniej publikowanych. W niektórych wypadkach suplement wprowadza korekturę w tomie podstawowym.

## Spis wydanych tomów
| tom  | zawartość                         | rok wydania | ISBN                   |
| ---- | --------------------------------- | ----------- | ---------------------- |
| 1–12 | komplet                           | 1979–2012   | ISBN 83-224-0112-4     |
| 1    | ab                                | 1979        | ISBN 83-224-0113-2     |
| 1    | ab suplement                      | 1998        | ISBN 978-83-224-0492-8 |
| 2    | cd                                | 1984        | ISBN 83-224-0223-6     |
| 2    | cd suplement                      | 2001        | ISBN 978-83-224-0722-6 |
| 3    | efg                               | 1987        | ISBN 83-224-0344-5     |
| 4    | hij                               | 1993        | ISBN 83-224-0453-0     |
| 5    | klł                               | 1997        | ISBN 978-83-224-3303-4 |
| 6    | m                                 | 2000        | ISBN 83-224-0656-8     |
| 7    | n-pa                              | 2002        | ISBN 978-83-224-0808-7 |
| 8    | pe-r                              | 2004        | ISBN 978-83-224-0837-7 |
| 9    | s-sł                              | 2007        | ISBN 978-83-224-0865-0 |
| 10   | sm-ś                              | 2007        | ISBN 978-83-224-0866-7 |
| 11   | t-v                               | 2009        | ISBN 978-83-224-0905-3 |
| 12   | w-ż                               | 2012        | ISBN 978-83-224-0935-0 |
|      | Chopin Od Elsnera do Zimermana    | 2010        | ISBN 978-83-224-0920-6 |
|      | Górecki                           | 2011        | ISBN 978-83-224-0929-9 |
|      | Wieniawski Od Legendy do Konkursu | 2011        | ISBN 978-83-224-0928-2 |
|      | Szymanowski Od Tymoszówki do Atmy | 2012        | ISBN 978-83-224-0947-3 |
|      | Lutosławski Od ogniwa do Łańcucha | 2013        | ISBN 978-83-224-0954-1 |

## Składy kolegium i komitetu redakcyjnego
Z uwagi na to, że prace nad encyklopedią trwały ponad 40 lat skład kolegium redakcyjnego i komitetu redakcyjnego zmieniał się. Dwa pierwsze tomy przygotowywane były pod kierunkiem Zofii Lissy. Po jej śmierci przewodniczącą została Elżbieta Dziębowska.
Kolegium redakcyjne:
- Andrzej Chodkowski
- Elżbieta Dziębowska – przewodnicząca kolegium redakcyjnego od trzeciego tomu
- Zofia Helman
- Stefan Jarociński
- Zofia Lissa – przewodnicząca kolegium redakcyjnego dwóch pierwszych tomów
- Jerzy Morawski
- Jan Stęszewski
- Zygmunt M. Szweykowski
- Mieczysław Tomaszewski

Komitet redakcyjny:
- Ludwik Bielawski
- Michał Bristiger
- Andrzej Chodkowski
- Anna Czekanowska
- Elżbieta Dziębowska
- Jan Ekier
- Jerzy Habela
- Zofia Helman
- Stefan Jarociński
- Roman Jasiński
- Włodzimierz Kamiński
- Zofia Lissa – przewodnicząca komitetu redakcyjnego dwóch pierwszych tomów
- Witold Lutosławski – przewodniczący komitetu redakcyjnego od tomu trzeciego do piątego
- Kornel Michałowski
- Jerzy Morawski
- Józef Patkowski
- Krzysztof Penderecki
- Irena Poniatowska
- Janina Pudełek
- Andrzej Rakowski
- Adam Rieger
- Bogusław Schäffer
- Kazimierz Sikorski
- Jan Stęszewski
- Zygmunt M. Szweykowski
- Stefan Śledziński
- Mieczysław Tomaszewski
- Andrzej Trzaskowski

## Autorzy
Poniżej znajduje się lista osób wymienionych w spisie autorów na początku tomów I-XII i suplementów. W spisie nie zostali uwzględnieni autorzy pojedynczych haseł.
Danuta Ambrożewicz, Irena Antoń, Elżbieta Artysz, Iwona Babioch, Krzysztof Baculewski, Paweł Bagnowski, Tomasz Baranowski, Franciszek Barfuss, Joanna Batorska, Filip Berkowicz, Wiesława Berny-Negrey, Stanisław Będkowski, Zbigniew Biegański, Ludwik Bielawski, Jolanta Bilińska, Beata Bolesławska-Lewandowska, Edward Boniecki, Iwona Börcsök, Magdalena Borowiec, Renata Borowiecka, Ewa Borszyńska, Wiktor Bregy, Michał Bristiger, Paweł Brodowski, Silvia Bruni, Barbara Brzezińska, Robert Buczek, Karol Bula, Maria Burchard, Anna Bylińska-Naderi, Zofia Chandra, Zofia Chechlińska, Andrzej Chłopecki, Regina Chłopicka, Barbara Chmara-Żaczkiewicz, Małgorzata Chmielewska, Magdalena Chmielowska-Malecka, Bogdan Chmura, Andrzej Chodkowski, Jacek Chodorowski, Magdalena Chrenkoff, Zofia Chwedczuk, Agnieszka Chwiłek, Teresa Chylińska, Paweł Chynowski, Wiesław Ciążyński, Ewa Cichoń, Daniel Cichy, Lucjan Cieślak, Gabriela Ciołek, Ewa Czachorowska-Zygor, Anna Czekanowska, Tomasz Czepiel, Józefa Dadak-Kozicka, Ewa Dahlig, Piotr Dahlig, Krystyna Danecka-Szopowa, Marzena Danelczyk, Jagna Dankowska, Grażyna Dąbrowska, Mieczysława Demska, Bożena Dłuciak, Barbara Długońska, Danuta Dobrowolska-Marucha, Łukasz Dobrowolski, Zofia Dobrzańska-Fabiańska, Wojciech Domański, Maria Drabecka, Halina Drabik, Krzysztof Droba, Mieczysław Drobner, Mariusz Dubaj, Helena Dunicz-Niwińska, Krystyna Duszyk, Magdalena Dziadek, Jowita Dziedzic-Golec, Maria Dziedzic, Elżbieta Dziębowska, Witold Dziura, Jerzy Erdman, Ludwik Erhardt, Joanna Falenciak, Dorota Frasunkiewicz, Lesław Frączak, Diana Gabor, Piotr Gago, Bożena Gawrońska, Małgorzata Gąsiorowska, Julian Gembalski, Andrzej Gierulski, Andrzej Głowaczewski, Marcin Gmys, Ryszard Golianek, Ryszard Daniel Golianek, Maciej Gołąb, Anna Granat-Janki, Zbigniew Granat, Ałła Grigorjewa, Anna Gruszczyńska-Ziólkowska, Izabella Grzenkowicz, Joachim Gudel, Jolanta Guzy-Pasiakowa, Danuta Gwizdalanka, Tadeusz Haas, Jerzy Habela, Mieczysława Hanuszewska, Helena Harajda, Krzysztof Heering, Sylwia Heinrich, Zofia Helman, Joseph Anthony Herter, Jadwiga Maria Hodor, Stanisław Hrabia, Helena Hryszczyńska-Purska, Danuta Idaszak, Barbara Iwanejko, Zofia Iwanowa, Maciej Jabłoński, Jan Jackowicz, Małgorzata Janicka-Słysz, Iwona Januszkiewicz, Stefan Jarociński, Alicja Jarzębska, Jerzy Jasieński, Elżbieta Jasińska-Jędrosz, Danuta Jasińska, Tomasz Jasiński, Janusz Jaskulski, Krystyna Jaworska, Andrzej Jazdon, Eva Maria Jensen, Tomasz Jeż, Maciej Jochymczyk, Mirosława Kaczorowska-Guńkiewicz, Włodzimierz Kamiński (1930–1993), Józef Kański, Katarzyna Kasperek, Ewa Kawczyńska, Jan Kazem-Bek, Maria Kędrowa, Jarosław Kisieliński, Aleksandra Kłaput-Wiśniewska, Jadwiga Kłobukowska, Wacław Kmicic-Mieleszyński, Alicja Knast, Krystyna Kobylańska, Wiktor Kolankowski, Aniela Kolbuszewska, Piotr Kołodziej, Bartosz Kołpanowicz, Małgorzata Komorowska, Aleksandra Konieczna, Anna Kopacz, Andrzej Korman, Katarzyna Korpanty, Julita Kosińska, Andrzej Kosowski, Włodzimierz Kotoński, Roman Kowal, Ewa Kowalska-Zając, Dorota Kozińska, Małgorzata Kozłowska, Barbara Krzemień-Kołpanowicz, Małgorzata Krzos, Piotr Krzywicki, Barbara Krzyżaniak, Julia Kubica, Jadwiga Kubieniec, Jakub Kubieniec, Grzegorz Kubies, Małgorzata Kumala, Kinga Kużdżał, Magdalena Kwiatkowska, Stanisław Lachowicz, Zbigniew Lampart, Elżbieta Laskowska, Marek Lebioda, Dorota Leszczyńska-Zając, Agnieszka Leszczyńska, Bożena Lewandowska, Iwona Lindstedt, Agnieszka Lisowska, Zofia Lissa, Dagmara Łopatowska-Romsvik, Lilianna Łotarewicz-Kulig, Marek Łuczak, Marta Ługowska, Bogusława Macheta, Antonina Machowska, Tadeusz Maciejewski, Piotr Maculewicz, Monika Makowska, Teresa Malecka, Władysław Malinowski, Irena Mamczarz, Maria Manturzewska, Wojciech Maria Marchwica, Jadwiga Marczyńska-Negri, Leon Markiewicz, Elżbieta Markowska, Alicja Matracka-Kościelny, Leszek Mazepa, Teresa Mazepa, Krzysztof Mazur, Bohdan Mazurek, Janusz Mechanisz, Krzysztof Meyer, Krystyna Michalska, Dariusz Michalski, Grzegorz Michalski, Kornel Michałowski, Jerzy Michniewicz, Urszula Mieszkieło, Agnieszka Mietelska-Ciepierska, Joanna Miklaszewska, Andrzej Miśkiewicz, Ewa Młynarczyk, Lilianna Manuela Moll, Katarzyna Morawska, Jerzy Morawski, Zofia Mossakowska, Karol Mrowiec, Adam Mrygoń, Ewa Mrygoń, Stefan Münch, Hanna Murłowska-Zając, Bożena Muszkalska, Irena Myczka, Alicja Natkaniec, Małgorzata Nawrocka, Maciej Negrey, Adam Neuer, Alina Nowak-Romanowicz, Anna Nowak, Wojciech Nowik, Ewa Obniska, Wojciech Odoj, Barbara Okoń-Makowska, Magdalena Olszamowska, Józef Opalski, Ewa Orłowska, Paweł Orski, Ewa Ostaszewska, Joanna Pacan, Szymon Paczkowski, Jadwiga Paja-Stach, Maria Pamuła, Wacław Panek, Eulalia Papla, Piotr Papla, Monika Partyk, Teresa Parzyńska, Renata Pasternak-Mazur, Aleksandra Patalas, Aleksander Pawlak, Danuta Pawlak, Elżbieta Pawlak, Zbigniew Pawlicki, Krystyna Paździora, Małgorzata Perkowska-Waszek, Mirosław Perz, Anna Petneki, Halina Pianowska, Katarzyna Piątkowska-Pinczewska, Ewa Piegat, Marta Pielech, Włodzimierz Pigła, Grzegorz Piotrowski, Dorota Pisarek-Krzywicka, Olgierd Pisarenko, Kazimierz Płoskoń, Bohdan Pociej, Marek Podhajski, Klaudia Podobińska-Kraszewska, Leszek Polony, Irena Poniatowska, Danuta Popinigis, Jan Popis, Jan Poprawa, Remigiusz Pośpiech, Piotr Poźniak, Maria Prokopowicz, Violetta Przech, Tadeusz Przybylski, Barbara Przybyszewska-Jarmińska, Maria Przywecka-Samecka, Przemysław Psikuta, Janina Pudełek, Krystyna Pytel, Bogusław Raba, Andrzej Rakowski, Carlos Xavier Rodriguez, Piotr Rostwo-Suski, Adam Rozlach, Wanda Rutkowska-Łysoń, Józef Rychlik, Anna Ryszka-Komarnicka, Bogusław Schäffer, Katarzyna Serwa, Joanna Sibilska-Siudym, Anna Sieczka, Ewa Siemdaj, Barbara Sier-Janik, Halina Małgorzata Sieradz, Andrzej Sitarz, Zbigniew Skowron, Anna Skrzyńska, Joanna Solecka, Andrzej Spóz, Irena Spóz, Irena Stachel, Ryszard Stachowski, Maria Stanilewicz, Jerzy Stankiewicz, Dorota Staszkiewicz, Ludomira Stawowy, Wojciech Stępień, Basia Stępniak-Wilk, Zofia Stęszewska, Jan Stęszewski, Joanna Subel, Renata Suchowiejko, Bogdan Sudak, Andrzej Sułek, Małgorzata Sułek, Anna Swiderska, Barbara Swiderska, Elżbieta Szczepańska-Lange, Elżbieta Szczurko, Weronika Szeffer, Marcin Szelest, Hanna Szepietowska, Danuta Szlagowska, Krzysztof Szlifirski, Marta Szoka, Jarosław Szurek, Krzysztof Szwajgier, Dorota Szwarcman, Anna Szweykowska, Zygmunt Marian Szweykowski, Barbara Świderska, Ewa Talma-Davous, Krystyna Tarnawska-Kaczorowska, Janina Tatarska, Mieczysław Tomaszewski, Wojciech Tomaszewski, Róża Tomiczek, Andrzej Trzaskowski, Marcin Trzęsiok, Andrzej Tuchowski, Dalila Turło, Irena Turska, Grzegorz Tusiewicz, Beniamin Vogel, Maria Wacholc, Zygmunt Wachowicz, Adam Walaciński, Alicja Wardęcka-Gościńska, Magdalena Wasilewska-Chmura, Marek Wasilewski, Elżbieta Wąsowska, Bożena Weber, Jan Weber, Jan Węcowski, Magdalena Wiącek, Elżbieta Widłak, Ryszard Wieczorek, Maria Więckowska-Bielatowicz, Maria Wilczek-Krupa, Piotr Wilk, Anna Wiślińska, Joanna Wiśnios, Jan Stanisław Witkiewicz, Elżbieta Witkowska-Zaremba, Elżbieta Wojnowska, Roman Wolan, Ryszard Wolański, Małgorzata Woźna-Stankiewicz, Ewa Woźniak, Jolanta Woźniak, Anna Woźniakowska, Ewa Wójtowicz, Hanna Wróblewska-Straus, Janusz Zabża, Elżbieta Zając, Wojciech Zając, Zbigniew Zając, Andrzej Zarębski, Anna Zarzeczna, Janusz Zathey, Maria Zduniak, Tadeusz Zieliński, Grzegorz Zmuda, Elżbieta Zwolińska, Barbara Zwolska-Stęszewska, Marek Żebrowski, Sławomira Żerańska-Kominek, Alina Żórawska-Witkowska i Magdalena Żuradzka-Koumentakou.